# Episodi di Enos
La prima e unica stagione della serie televisiva Enos, composta da 18 episodi da 50 minuti, è stata trasmessa per la prima volta negli Stati Uniti da novembre 1980 a maggio 1981.
| n° | Titolo originale               | Titolo italiano         | Prima TV USA     | Prima TV Italia |
| -- | ------------------------------ | ----------------------- | ---------------- | --------------- |
| 1  | Enos                           | Enos a Los Angeles      | 12 novembre 1980 |                 |
| 2  | Uncle Jesse's Visit            |                         | 19 novembre 1980 |                 |
| 3  | Where's the Corpus?            | Il cadavere scomparso   | 26 novembre 1980 |                 |
| 4  | Blu Flu                        | Febbre blu              | 10 dicembre 1980 |                 |
| 5  | Grits and Greens Strike Again  | Banjo                   | 17 dicembre 1980 |                 |
| 6  | Snowjob                        |                         | 7 gennaio 1981   |                 |
| 7  | The House Cleaners             |                         | 14 gennaio 1981  |                 |
| 8  | One Daisy Per Summer           |                         | 21 gennaio 1981  |                 |
| 9  | Horse Cops                     | Poliziotti a cavallo    | 28 gennaio 1981  |                 |
| 10 | The Head Hunter                | "Lavoro nero"           | 11 febbraio 1981 |                 |
| 11 | The Hostage                    | L'ostaggio              | 18 febbraio 1981 |                 |
| 12 | Now You See Him, Now You Don't |                         | 4 marzo 1981     |                 |
| 13 | Once and Fur All               | Furto di pellicce       | 11 marzo 1981    |                 |
| 14 | Cops at Sea                    | La banda del porto      | 18 marzo 1981    |                 |
| 15 | The Moonshiners                | Distilleria clandestina | 1 aprile 1981    |                 |
| 16 | The Shaming of the Shrew       | Bisca                   | 8 aprile 1981    |                 |
| 17 | Pistol Packing Enos            | Proiettili a salve      | 15 aprile 1981   |                 |
| 18 | Forever Blowing Bubbles        | Il rubino di Luxor      | 20 maggio 1981   |                 |

## Enos
- Prima televisiva: 12 novembre 1980
- Titolo originale: Enos
- Diretto da: Rod Amateau
- Soggetto di: Gy Waldron

### Trama
- Altri attori: Pete Munro (Det. Bigalow), Catherine Bach (Daisy Duke), Anthony James (Scorpio), Michelle Pfeiffer (Joy), Bill Vint (Posey), C. Pete Munro (Bigalow), Jim Mohlmann (sergente McCraw), Greg Finley (1° detective), Lou Richards (Mac), Richard Annis (1st Hood), Richard Bison (istruttore poligono di tiro)

## Uncle Jesse's Visit
- Prima televisiva: 19 novembre 1980
- Diretto da: Rod Amateau
- Soggetto di: Gy Waldron

### Trama
- Altri attori: Michelle Pfeiffer (Joy), Denver Pyle (Uncle Jesse Duke)

## Where's the Corpus?
- Prima televisiva: 26 novembre 1980
- Diretto da: Michael Caffey
- Soggetto di: B.W. Sandefur

### Trama
- Altri attori: Catherine Campbell (M.J. Richmond), John Carter (Sam Bludmon), Henry Darrow (Reggie Ryker), Kane Hodder (Pool Hall Hood), Hoke Howell (Pool Hall Proprietor), Denver Pyle (Uncle Jesse Duke)

## Blu Flu
- Prima televisiva: 10 dicembre 1980
- Diretto da: Hollingsworth Morse
- Soggetto di: Richard Christian Matheson, Tom Szollosi

### Trama
- Altri attori: Beverly Garland (giudice Sarah Cantwell), Sharon Farrell (Babs) L.Q. Jones (Jody Garrett), C. Pete Munro (Bigalow), Stack Pierce, Leo Gordon

## Grits and Greens Strike Again
- Prima televisiva: 17 dicembre 1980
- Diretto da: Rod Amateau
- Soggetto di: Gy Waldron

### Trama
- Altri attori: Ike Eisenmann (Banjo), Len Lesser (Solly), Gloria Stuart (Lily), Dolph Sweet (Doc), David Damas

## Snowjob
- Prima televisiva: 7 gennaio 1981
- Diretto da: Bernard McEveety
- Soggetto di: A.L. Christopher, Jim Rogers

### Trama
- Altri attori: John Crawford (Dixon), Steve Franken (Bud), Kelley Miles (Sue Ann), Fran Ryan (Dolly McCoy), Don Stroud (Joe), Teddy Wilson (Undercover Narco Detective)

## The House Cleaners
- Prima televisiva: 14 gennaio 1981
- Diretto da: Robert Totten
- Soggetto di: Milt Rosen

### Trama
- Altri attori: Morgan Woodward (Chester Dade), Kathrine Baumann (Sgt. Parton), Raymond St. Jacques (Davis Burton), Karen Machon (Melissa), Leo Gordon (Sgt. Theodore Kirk)

## One Daisy Per Summer
- Prima televisiva: 21 gennaio 1981
- Diretto da: Richard C. Bennett
- Soggetto di: Jim Rogers, B.W. Sandefur

### Trama
- Altri attori: Catherine Bach (Daisy Duke), Frank M. Benard (Winters), Linden Chiles (Cooper), Leo Gordon (Sgt. Theodore Kirk)

## Horse Cops
- Prima televisiva: 28 gennaio 1981
- Diretto da: Bruce Kessler
- Soggetto di: Leonard B. Kaufman, William Kelley

### Trama
- Altri attori: Peter Brown (Ross Stark), James Best (Roscoe P. Coltrane), Constance Forslund (Karen Spain), Paul Koslo (Leonard Martin), Bob Hoy

## The Head Hunter
- Prima televisiva: 11 febbraio 1981
- Diretto da: Bernard McEveety
- Soggetto di: Max Hodge

### Trama
- Altri attori: Joanna Cassidy (Sergente Sally Steele), Louisa Moritz (Molly), Alex Henteloff (Howell), Walker Edmiston (cassiere di banca), Med Flory (passeggero del taxi), Leo Gordon (Sergente Theodore Kick), Ed McCready, Billy Beck

## The Hostage
- Prima televisiva: 18 febbraio 1981
- Diretto da: Bruce Kessler
- Soggetto di: Ray Brenner

### Trama
- Altri attori: Robert Loggia (Paxton), Bruce Glover (Al Dinsmore), Leo Gordon (sergente Theodore Kick), Janet Julian (Carol), John Walter Davis (Kresky), Guich Koock (1st Man), George Caldwell, Jack O'Leary, David Moody

## Now You See Him, Now You Don't
- Prima televisiva: 4 marzo 1981
- Diretto da: Michael Caffey
- Soggetto di: Robert I. Holt, Steven Thornley

### Trama
- Altri attori: Owen Bush (Sam Lomax), Alan Fudge (Dexter), Leo Gordon (Sgt. Theodore Kirk), Britt Leach (Sheriff Bates), Kitty Ruth-Moffat, (Angie Lomax) Greg Mullavey (Sam Lomax), Lou Richards (Virgil Cooper)

## Once and Fur All
- Prima televisiva: 11 marzo 1981
- Diretto da: Bruce Kessler
- Soggetto di: Jim Rogers

### Trama
- Altri attori: Leo Gordon (sergente Theodore Kick), Lou Jacobi (Bernard Kramer), Terry Kiser (Barlow), James Bond III (Hobie), Tanya Boyd (Beverly), Richard Reicheg (Dutch)

## Cops at Sea
- Prima televisiva: 18 marzo 1981
- Diretto da: Don McDougall
- Soggetto di: Simon Muntner

### Trama
- Altri attori: Basil Hoffman (Dr. Bloomberg), Grainger Hines (Richie), Sam Weisman (Bob), Leo Gordon (Sgt. Theodore Kirk), Bob Hoy, Ivan Saric, Shepherd Sanders, Pieter Jan Van Niel, Lisa Pescia, Greg Finley

## The Moonshiners
- Prima televisiva: 1 aprile 1981
- Diretto da: Dennis Donnelly
- Soggetto di: Gerald Sanford

### Trama
- Altri attori: Rebecca Holden (Judy Lynn), David Hayward (Tommy Lee), Doug Heyes Jr. (Melvin), Matthew Tobin, Curtis Taylor, Warren Munson, F. William Parker, Cal Haynes, Garth Wilton, Jay Leno (Mike Judson), Steve Fifield, Leo Gordon (sergente Theodore Kick)

## The Shaming of the Shrew
- Prima televisiva: 8 aprile 1981
- Diretto da: Hollingsworth Morse
- Soggetto di: Leo Gordon

### Trama
- Altri attori: Norman Alden (vice capo Cromwell), Jayne Meadows (Ellen Cromwell), Art Evans (Sparky Tibbs), Rita Taggart (Lady Lou), Leo Gordon (sergente Theodore Kick), Charlie Picerni, Gene Ross, Ben Kronen, John Colton

## Pistol Packing Enos
- Prima televisiva: 15 aprile 1981
- Diretto da: Dennis Donnelly
- Soggetto di: Elroy Schwartz

### Trama
- Altri attori: Scott Brady (sergente Foster), John Korkes (George), Paul Gale (Tom Reynolds), Mary Angela (Peggy Valdez), Timothy Donnelly (Frank), Drew Snyder, Dee Cooper, Leo Gordon (sergente Theodore Kick)

## Forever Blowing Bubbles
- Prima televisiva: 20 maggio 1981
- Diretto da: Bernard McEveety
- Soggetto di: Rick Mittleman

### Trama
- Altri attori: Michael Ensign (Trapnell), Denise Gordy (Laura), Robert Hogan (Dawson), Joanne Nail (Dina) Nina Hairston (Lucille), Alfre Woodard (Darlene)